# Richarlison
Richarlison de Andrade (Nova Venécia, 10 de maio de 1997) é um futebolista brasileiro que atua como atacante. Atualmente joga pelo Tottenham, da Inglaterra.
Começou sua carreira profissional no América Mineiro em 2015, conquistando o acesso à Série A do Campeonato Brasileiro em sua única temporada antes de ser transferido ao Fluminense. No clube carioca, o jogador somou 67 partidas e 19 gols em seus dois anos e foi um dos nomes do time da temporada quando o clube terminou como vice-campeão do Campeonato Carioca de 2017. Em seguida, assinou com o clube inglês Watford e, no ano seguinte, com o Everton. Em 2022, passou a integrar o elenco do Tottenham.
No cenário internacional, Richarlison fez sua estreia na Seleção Brasileira em 2018. Ele integrou a equipe que conquistou a Copa América de 2019, foi vice-campeão da Copa América de 2021 e conquistou a medalha de ouro nos Jogos Olímpicos de Verão de 2020 em Tóquio, sendo artilheiro da competição.

## Carreira

### Início
O atacante começou sua trajetória jogando futebol em clubes pequenos do Espírito Santo, tendo passado pelas categorias de base do Real Noroeste em 2013. Quando apareceu a oportunidade no América Mineiro, Richarlison viajou para Minas Gerais só com o dinheiro da passagem de ida. Teve sucesso e foi contratado pelo clube. Recebeu rápido reconhecimento com boas atuações nas divisões de base e subiu para a equipe principal. Antes do América Mineiro, ele já havia sido recusado no Avaí e Figueirense.
Deixou do time em 2014 quando foi contratado pelo América Mineiro em dezembro de 2014.

### América Mineiro
Estreou profissionalmente no dia 4 de julho de 2015, quando foi escalado pelo técnico Givanildo Oliveira para a partida contra o Mogi Mirim, e, logo de cara, marcou seu primeiro gol na vitória por 3–1 na partida válida pela Série B do Brasileirão. Dezessete dias depois, no dia 21 de julho, ele estendeu seu contrato até 2018. Ainda em julho, o atacante assinou contrato de patrocínio com a empresa norte-americana Nike.

### Fluminense
Após se destacar pelo América Mineiro na disputa da Série B do Campeonato Brasileiro, no dia em 29 de dezembro de 2015, o Fluminense anunciou a contratação de Richarlison para 2016. Entretanto, no dia 30 de janeiro de 2016, o atacante fraturou um dedo do pé esquerdo durante um treino, teve de se submeter a um processo cirúrgico e acabou desfalcando a equipe no início da temporada. Richarlison estreou pelo clube tricolor no dia 13 de maio, numa vitória por 3–0 sobre a Ferroviária, válida pela Copa do Brasil. Apesar de não ter marcado, o atacante participou dos três gols. Richarlison marcou seu primeiro gol com a camisa do Flu no dia 26 de junho, garantindo a vitória por 2–1 sobre o rival Flamengo, pelo Campeonato Brasileiro, em partida realizada na Arena das Dunas, em Natal.
O jogador terminou sua passagem pelo Fluminense com 67 partidas e 19 gols marcados, além de ter conquistado a Primeira Liga de 2016 e a Taça Guanabara de 2017.

### Watford

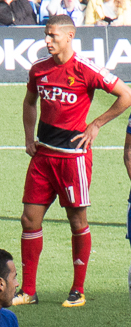
Richarlison pelo Watford em 2017

Em 31 de julho de 2017, o Fluminense confirmou a venda do atacante ao Watford, da Inglaterra, por 12,5 milhões de euros (cerca de 46 milhões de reais). No dia 8 de agosto, os Hornets confirmaram que Richarlison havia assinado um contrato de cinco anos, após um pedido de licença de trabalho bem-sucedido.
O brasileiro estreou pela equipe no dia 12 de agosto, entrando no segundo tempo e participando da jogada que levou ao empate por 3–3 contra o Liverpool, em Vicarage Road, pela primeira rodada da Premier League. No dia 19 de agosto, jogando sua primeira partida como titular, Richarlison marcou seu primeiro gol pela nova equipe, abrindo o placar na vitória por 2–0 contra o Bournemouth, no estádio Dean Court, pela segunda rodada da Premier League. Em 23 de setembro, marcou o gol da vitória por 2–1 do Watford sobre o Swansea, aos 45 do segundo tempo, no Liberty Stadium. Este foi seu segundo gol na Premier League, e o resultado representou a primeira sequência de três vitórias fora de casa na história da equipe na Premier League. Na rodada seguinte, no dia 30 de setembro, Richarlison deu assistência para o primeiro e marcou nos acréscimos da etapa final o segundo no empate por 2–2 contra o West Bromwich, no estádio The Hawthorns.
Richarlison encerrou sua passagem pelo Watford com cinco gols em 32 jogos na Premier League.

### Everton

#### 2018–19

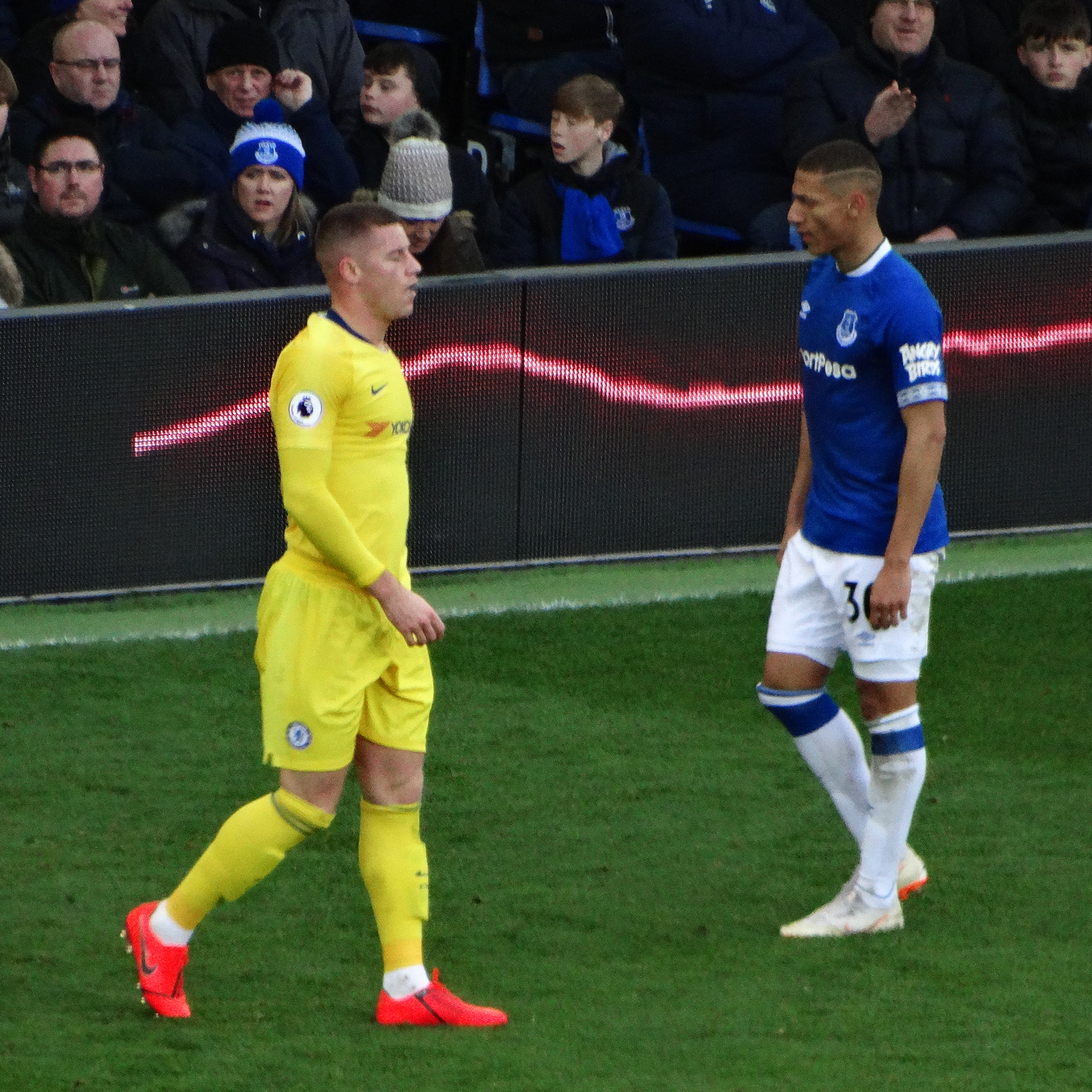
Richarlison (direita) atuando pelo Everton em 2019

No dia 24 de julho de 2018, assinou por cinco temporadas com o Everton, por 45 milhões de libras, tornando-se a contratação mais cara da história do clube ao lado do islandês Gylfi Sigurdsson.
| “                                                   | Quero ter muito sucesso aqui no Everton. Creio que vai ser importante para mim estar com o Marco Silva novamente. Vou aprender mais porque ainda estou em processo de formação como jogador e espero me desenvolver e crescer aqui. O Everton acreditou em mim e pretendo honrar essa camisa e demonstrar em campo o porquê da minha chegada. Conheço meu treinador, obviamente, então sei como ele trabalha. | ” |
| — Richarlison, durante a entrevista de apresentação | |   |

Em sua estreia No dia 11 de agosto, contra o Wolverhampton, Richarlison marcou dois gols num empate em 2–2, válido pela primeira rodada da Premier League. Na rodada seguinte, marcou o segundo gol na vitória por 2–1, desta vez sobre o Southampton.

#### 2019–20
Usando agora a camisa número 7, Richarlison marcou seus dois primeiros gols na Premier League 2019–20 contra o Wolverhampton, no dia 1 de setembro de 2019. Na ocasião, os Toffees venceram por 3–2.
O brasileiro teve o seu contrato renovado no dia 3 de dezembro de 2019, assinando um novo vínculo de cinco anos com o clube, até 2024.

#### 2021–22
No total em sua passagem pelo Everton, Richarlison marcou 52 gols em 152 partidas disputadas, embora não tenha vencido nenhum campeonato.

### Tottenham

#### 2022–23
No dia 1 de julho de 2022, o Tottenham anunciou a contratação de Richarlison. A transferência teria custado 50 milhões de libras aos Spurs, além de possíveis 10 milhões de libras em bônus adicionais por metas a ser alcançadas.
O atacante fez sua estreia no primeiro amistoso de preparação contra um combinado da K-League, no qual os londrinos venceram por 6–3, em Seul, na Coreia do Sul.
Em sua estreia na Liga dos Campeões da UEFA, no dia 7 de setembro, Richarlison brilhou e garantiu a vitória do Tottenham por 2–0 em casa, contra o Olympique de Marseille. Os gols, que foram marcados aos 76 e 81 minutos, foram os primeiros do brasileiro em competições europeias.
No dia 10 de fevereiro de 2023, Richarlison foi anunciado pela FIFA como um dos três finalistas do prêmio Puskás 2023. Ele disputou no The Best o troféu de gol mais bonito da temporada passada com o gol na estreia do Brasil na Copa do Mundo do Catar, contra a Sérvia.
Em seu primeiro ano no Tottenham, Richarlison foi alvo de críticas, especialmente pela temporada abaixo do jogador. Ele não conseguiu atender as expectativas, sofrendo com lesões e com apenas 24 jogos, entre Campeonato Inglês, Copa da Liga Inglesa e Liga dos Campeões, anotou somente três gols.

#### 2023–24
Num amistoso realizado no dia 26 de julho, Richarlison foi o grande destaque da goleada por 5–1 sobre o Lion City. O brasileiro realizou seu primeiro hat-trick pelo time dos Spurs, enquanto Harry Kane e Giovani Lo Celso marcaram uma vez cada.
O jogador terminou a temporada com 31 jogos, tendo marcado 12 gols e distribuído quatro assistências.

## Seleção Brasileira

#### Sub-20

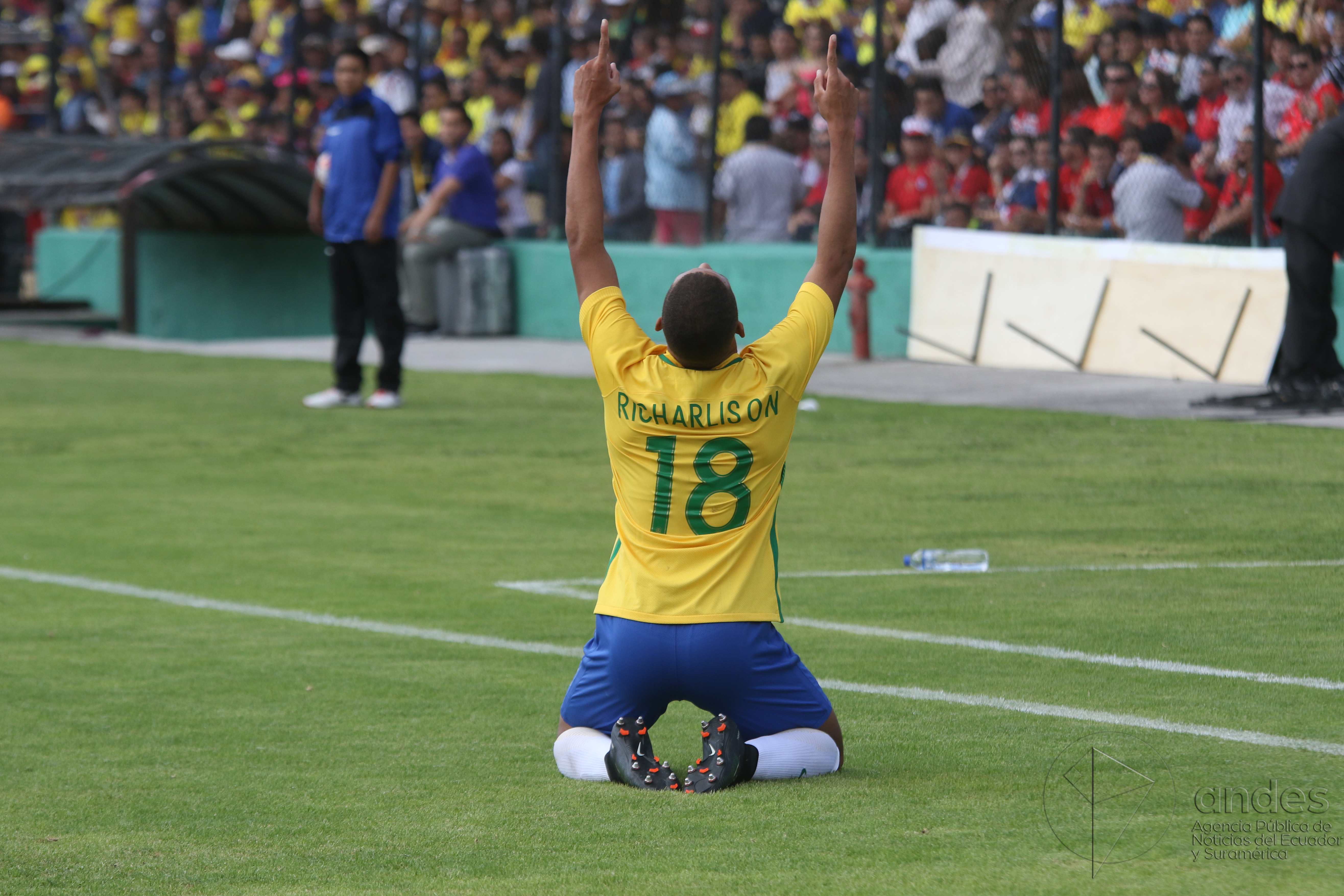
Richarlison comemorando um gol pela Seleção Brasileira Sub-20

No dia 7 de dezembro de 2016, Richarlison foi convocado por Rogério Micale para disputar o Sul-Americano Sub-20 de 2017. Na competição, Richarlison atuou em oito partidas e marcou dois gols.

#### Principal
No dia 27 de agosto de 2018, com a lesão de Pedro, Richarlison acabou sendo chamado por Tite para a disputa dos amistosos com a Seleção Brasileira.
Sua estreia foi no dia 8 de setembro, quando saiu do banco e entrou na vitória por 2–0 sobre os Estados Unidos. Já no dia 11 de setembro, no seu segundo amistoso pelo Brasil, sendo o primeiro como titular, Richarlison acabou marcando dois gols contra a Seleção Salvadorenha, na goleada brasileira por 5–0.

#### Copa América de 2019 e 2021
No dia 17 de maio de 2019, foi convocado por Tite para a disputa da Copa América de 2019. Durante a competição, Richarlison teve caxumba e acabou ficando de fora de algumas partidas. O atacante voltou na final contra o Peru, marcando o terceiro gol da Seleção Brasileira, na vitória por 3–1, conquistando assim o seu primeiro título pela Amarelinha.
Em 9 de junho de 2021, Richarlison foi convocado para a Copa América de 2021. O atacante atuou nas sete partidas da Seleção Brasileira, marcando na segunda rodada da fase de grupos, na goleada por 4–0 contra o Peru.

#### Olimpíadas 2020
No dia 2 de julho de 2021, enquanto ainda disputava a Copa América, Richarlison foi convocado por André Jardine para os Jogos Olímpicos de Tóquio, recebendo a histórica camisa 10.
Titular na estreia do Brasil nas Olímpiadas, Richarlison teve grande atuação e marcou três gols na vitória por 4–2 contra a Alemanha. Na última partida da fase, o atacante voltou a ser decisivo ao marcar dois gols na vitória por 3–1 sobre a Arábia Saudita, ajudando o Brasil a se classificar para as quartas de final da competição.
Na final contra a Espanha, realizada no dia 7 de agosto, a Seleção Brasileira venceu a Espanha por 2–1 e conquistou a medalha de ouro em Tóquio, sagrando-se bicampeã olímpica. Com cinco gols marcados, Richarlison terminou a disputa como artilheiro da competição.

#### Copa do Mundo de 2022

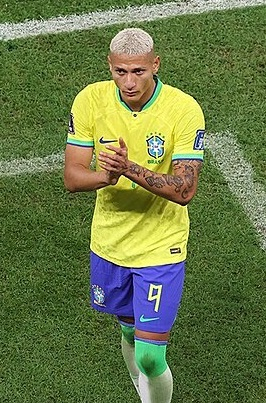
Richarlison na Copa do Mundo de 2022

Em 7 de novembro de 2022, Tite anunciou a convocação da Seleção para Copa do Mundo de 2022. Entre muitos nomes certos no Catar, o de Richarlison foi chamado para disputar o torneio.
Richarlison se destacou no primeiro jogo da campanha brasileira na Copa. No Estádio Nacional de Lusail, a Seleção Brasileira venceu a Sérvia por 2–0, na primeira rodada do grupo G. Os dois gols da partida foram marcados por Richarlison, o primeiro após rebote do goleiro e o segundo em voleio depois de cruzamento de Vinícius Júnior. Richarlison fez seu terceiro gol na Copa do Mundo no jogo de oitavas de final, entre Brasil contra Coreia do Sul.

### Jogos pela Seleção Principal
|                                        | Data                   | Local                                                         | Resultado | Adversário     | Gol(s) | Assist. | Competição                     |
| 2018                                   | 2018                   | 2018                                                          | 2018      | 2018           | 2018   | 2018    | 2018                           |
| -------------------------------------- | ---------------------- | ------------------------------------------------------------- | --------- | -------------- | ------ | ------- | ------------------------------ |
| 1.                                     | 7 de setembro de 2018  | MetLife Stadium, Nova Jérsei                                  | 2–0       | Estados Unidos | 0      | 0       | Amistoso                       |
| 2.                                     | 11 de setembro de 2018 | FedEx Field, Washington                                       | 5–0       | El Salvador    | 2      | 0       | Amistoso                       |
| 3.                                     | 12 de outubro de 2018  | Estádio Internacional Rei Fahd, Riade                         | 2–0       | Arábia Saudita | 0      | 0       | Amistoso                       |
| 4.                                     | 16 de outubro de 2018  | Cidade dos Esportes Rei Abdullah, Jidá                        | 1–0       | Argentina      | 0      | 0       | Amistoso                       |
| 5.                                     | 16 de novembro de 2018 | Emirates Stadium, Londres                                     | 1–0       | Uruguai        | 0      | 0       | Amistoso                       |
| 6.                                     | 20 de novembro de 2018 | Stadium MK, Milton Keynes                                     | 1–0       | Camarões       | 1      | 0       | Amistoso                       |
| 2019                                   |                        |                                                               |           |                |        |         |                                |
| 7.                                     | 23 de março de 2019    | Estádio do Dragão, Porto                                      | 1–1       | Panamá         | 0      | 0       | Amistoso                       |
| 8.                                     | 26 de março de 2019    | Eden Arena, Praga                                             | 3–1       | Tchéquia       | 0      | 0       | Amistoso                       |
| 9.                                     | 5 de junho de 2019     | Estádio Mané Garrincha, Brasília                              | 2–0       | Catar          | 1      | 1       | Amistoso                       |
| 10.                                    | 9 de junho de 2019     | Estádio Beira-Rio, Porto Alegre                               | 7–0       | Honduras       | 1      | 1       | Amistoso                       |
| 11.                                    | 14 de junho de 2019    | Estádio do Morumbi, São Paulo                                 | 3–0       | Bolívia        | 0      | 0       | Copa América de 2019           |
| 12.                                    | 18 de junho de 2019    | Arena Fonte Nova, Salvador                                    | 0–0       | Venezuela      | 0      | 0       | Copa América de 2019           |
| 13.                                    | 7 de julho de 2019     | Maracanã, Rio de Janeiro                                      | 3–1       | Peru           | 1      | 0       | Copa América de 2019           |
| 14.                                    | 6 de setembro de 2019  | Hard Rock Stadium, Miami Gardens                              | 2–2       | Colômbia       | 0      | 0       | Amistoso                       |
| 15.                                    | 11 de setembro de 2019 | Los Angeles Memorial Coliseum, Los Angeles                    | 0–1       | Peru           | 0      | 0       | Amistoso                       |
| 16.                                    | 10 de outubro de 2019  | Estádio Nacional de Singapura, Kallang                        | 1–1       | Senegal        | 0      | 0       | Amistoso                       |
| 17.                                    | 13 de outubro de 2019  | Estádio Nacional de Singapura, Kallang                        | 1–1       | Nigéria        | 0      | 0       | Amistoso                       |
| 18.                                    | 15 de novembro de 2019 | Estádio Internacional Rei Fahd, Riade                         | 0–1       | Argentina      | 0      | 0       | Amistoso                       |
| 19.                                    | 19 de novembro de 2019 | Estádio Mohammed Bin Zayed, Abu Dhabi, Emirados Árabes Unidos | 3–0       | Coreia do Sul  | 0      | 0       | Amistoso                       |
| 2020                                   |                        |                                                               |           |                |        |         |                                |
| 20.                                    | 9 de outubro de 2020   | Neo Química Arena, São Paulo, Brasil                          | 5–0       | Bolívia        | 0      | 0       | Elim. da Copa do Mundo de 2022 |
| 21.                                    | 13 de outubro de 2020  | Estádio Nacional do Peru, Lima, Peru                          | 4–2       | Peru           | 1      | 0       | Elim. da Copa do Mundo de 2022 |
| 22.                                    | 13 de novembro de 2020 | Estádio do Morumbi, São Paulo, Brasil                         | 1–0       | Venezuela      | 0      | 0       | Elim. da Copa do Mundo de 2022 |
| 23.                                    | 17 de novembro de 2020 | Estádio Centenario, Montevidéu, Uruguai                       | 2–0       | Uruguai        | 1      | 0       | Elim. da Copa do Mundo de 2022 |
| 2021                                   |                        |                                                               |           |                |        |         |                                |
| 24.                                    | 4 de junho de 2021     | Estádio Beira-Rio, Porto Alegre, Brasil                       | 2–0       | Equador        | 1      | 0       | Elim. da Copa do Mundo de 2022 |
| 25.                                    | 8 de junho de 2021     | Estádio Defensores del Chaco, Assunção, Paraguai              | 2–0       | Paraguai       | 0      | 0       | Elim. da Copa do Mundo de 2022 |
| Legenda: Vitórias — Empates — Derrotas |                        |                                                               |           |                |        |         |                                |

Jogos pela Seleção Sub–20
|      | Data                    | Local                               | Resultado | Adversário | Gol(s) | Assist. | Competição           |
| 2016 | 2016                    | 2016                                | 2016      | 2016       | 2016   | 2016    | 2016                 |
| ---- | ----------------------- | ----------------------------------- | --------- | ---------- | ------ | ------- | -------------------- |
| 1.   | 1 de setembro de 2016   | St George's Park, Burton upon Trent | 1–1       | Inglaterra | 1      | 0       | Amistoso             |
| 2.   | 4 de setembro de 2016   | Aggborough Stadium, Kidderminster   | 2–1       | Inglaterra | 0      | 0       | Amistoso             |
| 2017 |                         |                                     |           |            |        |         |                      |
| 3.   | 18 de janeiro de 2017   | Olímpico de Riobamba, Riobamba      | 1–0       | Equador    | 0      | 1       | Sul-Americano Sub-20 |
| 4.   | 20 de janeiro de 2017   | Olímpico de Riobamba, Riobamba      | 0–0       | Chile      | 0      | 0       | Sul-Americano Sub-20 |
| 5.   | 22 de janeiro de 2017   | Olímpico de Riobamba, Riobamba      | 3–2       | Paraguai   | 1      | 0       | Sul-Americano Sub-20 |
| 6.   | 30 de janeiro de 2017   | Olímpico de Atahualpa, Quito        | 2–2       | Equador    | 0      | 0       | Sul-Americano Sub-20 |
| 7.   | 2 de fevereiro de 2017  | Olímpico de Atahualpa, Quito        | 1–2       | Uruguai    | 0      | 0       | Sul-Americano Sub-20 |
| 8.   | 5 de fevereiro de 2017  | Olímpico de Atahualpa, Quito        | 1–0       | Venezuela  | 0      | 0       | Sul-Americano Sub-20 |
| 9.   | 8 de fevereiro de 2017  | Olímpico de Atahualpa, Quito        | 2–2       | Argentina  | 1      | 0       | Sul-Americano Sub-20 |
| 10.  | 11 de fevereiro de 2017 | Olímpico de Atahualpa, Quito        | 0–0       | Colômbia   | 0      | 0       | Sul-Americano Sub-20 |

## Vida pessoal
Nascido em Nova Venécia, Espírito Santo, o jogador passou dificuldades financeiras em sua infância e viu no futebol uma oportunidade de mudar de vida. Ainda criança, antes de começar no esporte, chegou a trabalhar limpando carros e vendendo picolé para ajudar a família.
Richarlison é filho de Vera Lucia e de Antônio Carlos Andrade, que por anos trabalhou como marteleiro. Posteriormente, Antônio exerceu o cargo de presidente do Nova Venécia Futebol Clube.
O atacante tem quatro irmãos, entre eles Rian de Andrade, que também é jogador.
Criado por sua tia paterna chamada Audiceia, sua família se refere a ele como "Charlinho".

## Estatísticas
Atualizadas até 5 de maio de 2024 

### Clubes
| Equipe            | Temporada         | Campeonato Nacional | Campeonato Nacional | Campeonato Nacional | Copas Nacionais[a] | Copas Nacionais[a] | Copas Nacionais[a] | Competições Continentais[b] | Competições Continentais[b] | Competições Continentais[b] | Outros torneios[c] | Outros torneios[c] | Outros torneios[c] | Total | Total | Total   |
| Equipe            | Temporada         | Jogos               | Gols                | Assist.             | Jogos              | Gols               | Assist.            | Jogos                       | Gols                        | Assist.                     | Jogos              | Gols               | Assist.            | Jogos | Gols  | Assist. |
| ----------------- | ----------------- | ------------------- | ------------------- | ------------------- | ------------------ | ------------------ | ------------------ | --------------------------- | --------------------------- | --------------------------- | ------------------ | ------------------ | ------------------ | ----- | ----- | ------- |
| América Mineiro   | 2015              | 24                  | 9                   | 3                   | —                  | —                  | —                  | —                           | —                           | —                           | —                  | —                  | —                  | 24    | 9     | 3       |
| América Mineiro   | Total             | 24                  | 9                   | 3                   | —                  | —                  | —                  | —                           | —                           | —                           | —                  | —                  | —                  | 24    | 9     | 3       |
| Fluminense        | 2016              | 28                  | 4                   | 1                   | 3                  | 0                  | 3                  | —                           |                             |                             |                    |                    |                    | 31    | 4     | 4       |
| Fluminense        | 2017              | 14                  | 5                   | 2                   | 6                  | 0                  | 1                  | 4                           | 2                           | 1                           | 12                 | 8                  | 2                  | 36    | 15    | 6       |
| Fluminense        | Total             | 42                  | 9                   | 3                   | 9                  | 0                  | 4                  | 4                           | 2                           | 1                           | 12                 | 8                  | 2                  | 67    | 19    | 10      |
| Watford           | 2017–18           | 38                  | 5                   | 4                   | 3                  | 0                  | 0                  | —                           | —                           | —                           | —                  | —                  | —                  | 41    | 5     | 4       |
| Watford           | Total             | 38                  | 5                   | 4                   | 3                  | 0                  | 0                  | —                           | —                           | —                           | —                  | —                  | —                  | 41    | 5     | 4       |
| Everton           | 2018–19           | 35                  | 13                  | 1                   | 3                  | 1                  | 0                  | —                           | —                           | —                           | —                  | —                  | —                  | 38    | 14    | 1       |
| Everton           | 2019–20           | 36                  | 13                  | 3                   | 5                  | 2                  | 1                  | —                           | —                           | —                           | —                  | —                  | —                  | 41    | 15    | 4       |
| Everton           | 2020–21           | 34                  | 7                   | 3                   | 6                  | 6                  | 0                  | —                           | —                           | —                           | —                  | —                  | —                  | 40    | 13    | 3       |
| Everton           | 2021–22           | 30                  | 10                  | 5                   | 4                  | 1                  | 0                  | —                           | —                           | —                           | —                  | —                  | —                  | 34    | 11    | 5       |
| Everton           | Total             | 135                 | 43                  | 12                  | 18                 | 10                 | 1                  | —                           | —                           | —                           | —                  | —                  | —                  | 153   | 53    | 13      |
| Tottenham         | 2022–23           | 27                  | 1                   | 3                   | 2                  | 0                  | 0                  | 6                           | 2                           | 0                           | —                  | —                  | —                  | 35    | 3     | 3       |
| Tottenham         | 2023–24           | 28                  | 11                  | 4                   | 3                  | 1                  | 0                  | —                           | —                           | —                           | —                  | —                  | —                  | 31    | 12    | 4       |
| Tottenham         | 2024–25           | 15                  | 4                   | 1                   | 2                  | 0                  | 0                  | 7                           | 1                           | 1                           | —                  | —                  | —                  | 24    | 5     | 2       |
| Tottenham         | Total             | 70                  | 16                  | 8                   | 7                  | 1                  | 0                  | 13                          | 3                           | 1                           | —                  | —                  | —                  | 90    | 20    | 9       |
| Total na carreira | Total na carreira | 309                 | 82                  | 30                  | 37                 | 11                 | 5                  | 17                          | 5                           | 2                           | 12                 | 8                  | 2                  | 375   | 106   | 39      |

- a. ^ Jogos da Copa do Brasil, Copa da Inglaterra e Copa da Liga Inglesa
- b. ^ Jogos da Copa Sul-Americana e Liga dos Campeões da UEFA
- c. ^ Jogos do Campeonato Carioca e Primeira Liga do Brasil

### Seleção Brasileira
Abaixo estão listados todos os jogos, gols e assistências do futebolista pela Seleção Brasileira, desde as categorias de base.
Seleção principal
| Ano               | Copa do Mundo | Copa do Mundo | Copa do Mundo | Copa América | Copa América | Copa América | Qualificação Mundial | Qualificação Mundial | Qualificação Mundial | Amistosos | Amistosos | Amistosos | Total | Total | Total   |
| Ano               | Jogos         | Gols          | Assist.       | Jogos        | Gols         | Assist.      | Jogos                | Gols                 | Assist.              | Jogos     | Gols      | Assist.   | Jogos | Gols  | Assist. |
| ----------------- | ------------- | ------------- | ------------- | ------------ | ------------ | ------------ | -------------------- | -------------------- | -------------------- | --------- | --------- | --------- | ----- | ----- | ------- |
| 2018              | —             | —             | —             | —            | —            | —            | —                    | —                    | —                    | 6         | 3         | 1         | 6     | 3     | 1       |
| 2019              | —             | —             | —             | 3            | 1            | 0            | —                    | —                    | —                    | 10        | 2         | 3         | 13    | 3     | 3       |
| 2020              | —             | —             | —             | —            | —            | —            | 4                    | 2                    | 0                    | —         | —         | —         | 4     | 2     | 0       |
| 2021              | —             | —             | —             | 7            | 1            | 1            | 2                    | 1                    | 0                    | —         | —         | —         | 9     | 2     | 1       |
| 2022              | 4             | 3             | 1             | —            | —            | —            | 2                    | 3                    | 0                    | 4         | 4         | 1         | 10    | 10    | 2       |
| 2023              | —             | —             | —             | —            | —            | —            | 4                    | 0                    | 0                    | 2         | 0         | 0         | 6     | 0     | 0       |
| Total na carreira | 4             | 3             | 1             | 12           | 2            | 1            | 10                   | 6                    | 0                    | 22        | 8         | 5         | 48    | 20    | 7       |

|                                        | Data                   | Local                                                         | Resultado | Adversário     | Gol(s) | Assist. | Competição                     |
| 2018                                   | 2018                   | 2018                                                          | 2018      | 2018           | 2018   | 2018    | 2018                           |
| -------------------------------------- | ---------------------- | ------------------------------------------------------------- | --------- | -------------- | ------ | ------- | ------------------------------ |
| 1.                                     | 7 de setembro de 2018  | MetLife Stadium, Nova Jérsei                                  | 2–0       | Estados Unidos | 0      | 0       | Amistoso                       |
| 2.                                     | 11 de setembro de 2018 | FedEx Field, Washington                                       | 5–0       | El Salvador    | 2      | 0       | Amistoso                       |
| 3.                                     | 12 de outubro de 2018  | Estádio Internacional Rei Fahd, Riade                         | 2–0       | Arábia Saudita | 0      | 0       | Amistoso                       |
| 4.                                     | 16 de outubro de 2018  | Cidade dos Esportes Rei Abdullah, Jidá                        | 1–0       | Argentina      | 0      | 0       | Amistoso                       |
| 5.                                     | 16 de novembro de 2018 | Emirates Stadium, Londres                                     | 1–0       | Uruguai        | 0      | 0       | Amistoso                       |
| 6.                                     | 20 de novembro de 2018 | Stadium MK, Milton Keynes                                     | 1–0       | Camarões       | 1      | 0       | Amistoso                       |
| 2019                                   |                        |                                                               |           |                |        |         |                                |
| 7.                                     | 23 de março de 2019    | Estádio do Dragão, Porto                                      | 1–1       | Panamá         | 0      | 0       | Amistoso                       |
| 8.                                     | 26 de março de 2019    | Eden Arena, Praga                                             | 3–1       | Tchéquia       | 0      | 0       | Amistoso                       |
| 9.                                     | 5 de junho de 2019     | Estádio Mané Garrincha, Brasília                              | 2–0       | Catar          | 1      | 1       | Amistoso                       |
| 10.                                    | 9 de junho de 2019     | Estádio Beira-Rio, Porto Alegre                               | 7–0       | Honduras       | 1      | 1       | Amistoso                       |
| 11.                                    | 14 de junho de 2019    | Estádio do Morumbi, São Paulo                                 | 3–0       | Bolívia        | 0      | 0       | Copa América de 2019           |
| 12.                                    | 18 de junho de 2019    | Arena Fonte Nova, Salvador                                    | 0–0       | Venezuela      | 0      | 0       | Copa América de 2019           |
| 13.                                    | 7 de julho de 2019     | Maracanã, Rio de Janeiro                                      | 3–1       | Peru           | 1      | 0       | Copa América de 2019           |
| 14.                                    | 6 de setembro de 2019  | Hard Rock Stadium, Miami Gardens                              | 2–2       | Colômbia       | 0      | 0       | Amistoso                       |
| 15.                                    | 11 de setembro de 2019 | Los Angeles Memorial Coliseum, Los Angeles                    | 0–1       | Peru           | 0      | 0       | Amistoso                       |
| 16.                                    | 10 de outubro de 2019  | Estádio Nacional de Singapura, Kallang                        | 1–1       | Senegal        | 0      | 0       | Amistoso                       |
| 17.                                    | 13 de outubro de 2019  | Estádio Nacional de Singapura, Kallang                        | 1–1       | Nigéria        | 0      | 0       | Amistoso                       |
| 18.                                    | 15 de novembro de 2019 | Estádio Internacional Rei Fahd, Riade                         | 0–1       | Argentina      | 0      | 0       | Amistoso                       |
| 19.                                    | 19 de novembro de 2019 | Estádio Mohammed Bin Zayed, Abu Dhabi, Emirados Árabes Unidos | 3–0       | Coreia do Sul  | 0      | 0       | Amistoso                       |
| 2020                                   |                        |                                                               |           |                |        |         |                                |
| 20.                                    | 9 de outubro de 2020   | Neo Química Arena, São Paulo, Brasil                          | 5–0       | Bolívia        | 0      | 0       | Elim. da Copa do Mundo de 2022 |
| 21.                                    | 13 de outubro de 2020  | Estádio Nacional do Peru, Lima, Peru                          | 4–2       | Peru           | 1      | 0       | Elim. da Copa do Mundo de 2022 |
| 22.                                    | 13 de novembro de 2020 | Estádio do Morumbi, São Paulo, Brasil                         | 1–0       | Venezuela      | 0      | 0       | Elim. da Copa do Mundo de 2022 |
| 23.                                    | 17 de novembro de 2020 | Estádio Centenario, Montevidéu, Uruguai                       | 2–0       | Uruguai        | 1      | 0       | Elim. da Copa do Mundo de 2022 |
| 2021                                   |                        |                                                               |           |                |        |         |                                |
| 24.                                    | 4 de junho de 2021     | Estádio Beira-Rio, Porto Alegre, Brasil                       | 2–0       | Equador        | 1      | 0       | Elim. da Copa do Mundo de 2022 |
| 25.                                    | 8 de junho de 2021     | Estádio Defensores del Chaco, Assunção, Paraguai              | 2–0       | Paraguai       | 0      | 0       | Elim. da Copa do Mundo de 2022 |
| Legenda: Vitórias — Empates — Derrotas |                        |                                                               |           |                |        |         |                                |

Sub–23
| Ano               | Jogos Olímpicos | Jogos Olímpicos | Jogos Olímpicos |
| Ano               | Jogos           | Gols            | Assist.         |
| ----------------- | --------------- | --------------- | --------------- |
| 2021              | 6               | 5               | 1               |
| Total na carreira | 6               | 5               | 1               |

Sub–20
| Ano               | Campeonato Sul–Americano | Campeonato Sul–Americano | Campeonato Sul–Americano | Amistosos | Amistosos | Amistosos | Total | Total | Total   |
| Ano               | Jogos                    | Gols                     | Assist.                  | Jogos     | Gols      | Assist.   | Jogos | Gols  | Assist. |
| ----------------- | ------------------------ | ------------------------ | ------------------------ | --------- | --------- | --------- | ----- | ----- | ------- |
| 2016              | —                        | —                        | —                        | 2         | 1         | 0         | 2     | 1     | 0       |
| 2017              | 8                        | 2                        | 1                        | —         | —         | —         | 8     | 2     | 0       |
| Total na carreira | 8                        | 2                        | 1                        | 2         | 1         | 0         | 10    | 3     | 0       |

|      | Data                    | Local                               | Resultado | Adversário | Gol(s) | Assist. | Competição           |
| 2016 | 2016                    | 2016                                | 2016      | 2016       | 2016   | 2016    | 2016                 |
| ---- | ----------------------- | ----------------------------------- | --------- | ---------- | ------ | ------- | -------------------- |
| 1.   | 1 de setembro de 2016   | St George's Park, Burton upon Trent | 1–1       | Inglaterra | 1      | 0       | Amistoso             |
| 2.   | 4 de setembro de 2016   | Aggborough Stadium, Kidderminster   | 2–1       | Inglaterra | 0      | 0       | Amistoso             |
| 2017 |                         |                                     |           |            |        |         |                      |
| 3.   | 18 de janeiro de 2017   | Olímpico de Riobamba, Riobamba      | 1–0       | Equador    | 0      | 1       | Sul-Americano Sub-20 |
| 4.   | 20 de janeiro de 2017   | Olímpico de Riobamba, Riobamba      | 0–0       | Chile      | 0      | 0       | Sul-Americano Sub-20 |
| 5.   | 22 de janeiro de 2017   | Olímpico de Riobamba, Riobamba      | 3–2       | Paraguai   | 1      | 0       | Sul-Americano Sub-20 |
| 6.   | 30 de janeiro de 2017   | Olímpico de Atahualpa, Quito        | 2–2       | Equador    | 0      | 0       | Sul-Americano Sub-20 |
| 7.   | 2 de fevereiro de 2017  | Olímpico de Atahualpa, Quito        | 1–2       | Uruguai    | 0      | 0       | Sul-Americano Sub-20 |
| 8.   | 5 de fevereiro de 2017  | Olímpico de Atahualpa, Quito        | 1–0       | Venezuela  | 0      | 0       | Sul-Americano Sub-20 |
| 9.   | 8 de fevereiro de 2017  | Olímpico de Atahualpa, Quito        | 2–2       | Argentina  | 1      | 0       | Sul-Americano Sub-20 |
| 10.  | 11 de fevereiro de 2017 | Olímpico de Atahualpa, Quito        | 0–0       | Colômbia   | 0      | 0       | Sul-Americano Sub-20 |

## Títulos
Fluminense
- Primeira Liga: 2016
- Taça Guanabara: 2017

Tottenham Hotspur
- Liga Europa da UEFA: 2024–25

Seleção Brasileira
- Copa América: 2019
- Jogos Olímpicos: 2020

### Prêmios individuais
- Seleção do Campeonato Carioca: 2017
- Melhor jogador da partida da Copa do Mundo FIFA de 2022: Brasil 2x0 Sérvia
- Melhor Gol da Copa do Mundo FIFA: 2022[75]

### Artilharias
- Jogos Olímpicos de 2020 (5 gols)